# 邾侠
邾挾（？—？），曹姓，名挾，陆终第五子曹安的后裔，被周武王封在邾国（今山东省邹城市），为鲁国附庸，成為西周諸侯國邾国君主第一代君主。